# ادیرا ملا
ادیرا ملا (به انگلیسی: Adira Mela) در پاکستان است که در مناطق قبیله‌ای فدرال واقع شده‌است.

## خصوصیات
ادیرا ملا ۱٬۳۷۶ متر بالاتر از سطح دریا واقع شده‌است.